# Albion (Californie)
Pour les articles homonymes, voir Albion (homonymie).
Albion est une census-designated place du comté de Mendocino, dans l’État de Californie, aux États-Unis.

## Démographie
| 2000 | 2010 |
| ---- | ---- |
| 249  | 168  |